# Celeste (mártir)
Santa Celeste (? - 850) es una santa y mártir cristiana que murió ejecutada bajo el reinado de Abderramán II.

## Biografía
Los datos biográficos de Santa Celeste son prácticamente inexistentes. Únicamente se conoce que se encontraba en Córdoba (España) cuando se produjo una intensa persecución contra los cristianos ordenada por el rey Abderramán II, quien había promulgado leyes contra aquellos que profesasen dicha religión, aunque al parecer los cristianos podían ejercer libremente su fe siempre y cuando no atacasen al islam, lo cual era penado con la muerte. Según la tradición, Celeste, cuya familia era conocida, fue arrestada por ser cristiana. Abderramán trató inicialmente de convencerla de renunciar a su fe mediante halagos, pero ante la negativa de Celeste a abandonar el cristianismo, el rey la entregó a un verdugo para que fuese decapitada. Su muerte ocurrió, al parecer, en 850, mismo año en que empezaron las ejecuciones de los conocidos como mártires de Córdoba.

## Reliquias
Las reliquias de Santa Celeste, custodiadas en una urna de cristal protegida en su lado derecho por una reja, se encuentran situadas frente al altar de la Iglesia de Santa Teresa la Nueva, en el Centro Histórico de la Ciudad de México. Estas reliquias consisten en un cuerpo relicario el cual alberga los huesos de la santa, de los cuales resultan parcialmente visibles las manos y la planta de los pies, estas últimas en su totalidad gracias a la base transparente de las cáligas que lleva puestas la estatua y a un espejo ubicado frente a las mismas. De igual modo, el cabello de la imagen, el cual se halla cubierto en parte por un velo, es original. La efigie, esculpida en cera, luce un vestido de novia así como un ramo de flores sobre su abdomen, resultando desconocido el hecho de por qué la imagen lleva puesta esta vestimenta, ya que no se sabe con certeza si Santa Celeste está vestida de novia por ser patrona de las prometidas o si ostenta dicho patronazgo con base en su atuendo, aunque esto último parece ser lo más probable. Considerada milagrosa, las reliquias de la santa gozan de gran devoción, siendo costumbre que muchas mujeres acudan a dejar su ramo de novia bajo el féretro de cristal en señal de gratitud. Así mismo, es habitual que en el interior de la urna que contiene sus restos se encuentren mensajes escritos por fieles que acuden a venerar a la santa. Además de sus huesos y su cabello, junto al rostro de la efigie se conserva un cáliz con la sangre de Santa Celeste, algo muy habitual en los cuerpos relicario. Debido a que la iglesia fue en sus orígenes un convento, la reja ubicada junto a las reliquias cumplía inicialmente la función de aislar a las monjas de clausura cuando estas asistían a misa.
Respecto a la traslación de las reliquias de Santa Celeste, las mismas fueron llevadas a México por los jesuitas en fecha desconocida, siendo depositadas en un principio en la Iglesia de Nuestra Señora de Loreto, ubicada a aproximadamente cien metros de la Iglesia de Santa Teresa la Nueva, conociéndose que para 1867 estas reliquias, todavía custodiadas en la Iglesia de Nuestra Señora de Loreto, eran expuestas a la veneración de los fieles el 1 de noviembre. Según una hoja informativa ubicada junto a la urna que contiene los huesos de la santa: 

Aquí yace el cuerpo (reliquias) de Santa Celeste quien defendió su fe contra el gobierno del rey Abderramán II, cuando se fundó este convento a principios del siglo XVIII, las religiosas carmelitas, con ayuda de su fundadora Manuela Molina solicitaron el cuerpo de Santa Celeste para tener así las reliquias de su cuerpo, para que los feligreses tomaran como ejemplo la vida santa de ella quien nunca negó su fe y amor por Cristo y fue una mártir siendo decapitada por mandato del rey Abderramán II.